# Индийски заек
Индийският заек (Lepus nigricollis) е вид бозайник от семейство Зайцови (Leporidae).

## Разпространение и местообитание
Разпространен е в Бангладеш, Индия, Индонезия, Непал, Пакистан и Шри Ланка.